# 操縱子

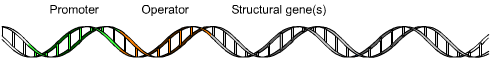
一個典型的操縱子

操縱組（英語：operon，又稱操縱子或操縱元）是共同调控相关功能的基因簇，包括一個操縱基因（operator），及一個或以上的結構基因被用作生產信使RNA（mRNA）的基元，受一個單一的啟動子控制。首个被發現操縱子是乳糖操縱子，由方斯華·賈克柏及賈克·莫諾於1961年發現。
操縱子是與調節子及刺激子有關：操縱子包含了一組受操縱基因調節的基因，調節子包含了一組受單一調節蛋白質的基因，而刺激子則包含一組受單一細胞調節的基因。
最初，操纵子被认为仅存在于原核生物中，但自从1990年代初发现真核生物中的第一个操纵子以来，已经出现了更多的证据表明它们比以前假设的更常见。通常，原核操纵子的表达导致产生多顺反子mRNA，而真核操纵子导致单顺反子mRNA。
操纵子也存在于病毒如噬菌体。例如，T7噬菌体有两个操纵子。

## 作為轉錄的基元
操縱子包含一個或以上的結構基因，這個結構基因會被轉錄成為一個多基因性的mRNA。一個單一的mRNA分子會為多於一個蛋白質編碼。在結構基因上游的是啟動子序列，能給核糖核酸聚合酶（RNA聚合酶）提供結合位點及引發轉錄。在啟動子附近的是一組DNA稱為操縱基因。操縱子亦會包含調控基因，如阻遏基因能為調控蛋白質編碼，使之與操縱基因結合及阻止轉錄。調控基因未必是操縱子的一部份，但是位於基因組的某一處。阻遏基因會到達操縱基因阻礙結構基因的轉錄。
原核生物的一个转录区段可视为一个转录单位，也称作操纵子。

## 啟動子
一個啟動子是一組DNA序列能使一個基因進行轉錄。啟動子是由RNA聚合酶所確認，並且引發轉錄。在RNA的合成中，啟動子是一種方法區分哪一個基因用作製造mRNA，及進而控制細胞製造哪一種蛋白質。

## 操縱基因
操縱基因是DNA的一段能調控與操縱子連結的結構基因的活動，這種調控是透過獨特阻遏基因或活躍基因的相互作用。這是一個調控過程將基因「關掉」或「開啟」。

## 基因調節
控制操縱子基因是屬於基因調節的一種，能使生物調控不同基因對環境條件的表現。操縱子調節可以是負向或正向的。負向調節涉及與阻遏基因與操縱基因的結合，以阻止轉錄。
在負向可誘導操縱子中，一個調節的阻遏蛋白質一般會與操縱基因結合，並阻止操縱子中基因的轉錄。若存在著一個誘導物分子，它會與阻遏基因結合，並改變它的構造，使它不能與操縱基因結合。這可以使操縱基因的轉錄發生。
在負向可阻遏操縱子中，操縱子的基因轉錄一般都會發生。阻遏蛋白質會由調控基因所產生，但它們卻不能夠與操縱基因結合。但是，某些稱為共同抑制物的分子可以與阻遏蛋白質結合，並改變它的構造，使得它能與操縱基因結合。活躍化的阻遏蛋白質會與操縱基因結合，並阻止轉錄。
操縱子亦可以是正向調控的。當存在正向調控時，活躍蛋白質會與DNA結合（一般是在非操縱基因的位點）而引發轉錄。
在正向可誘導操縱子中，活躍蛋白質一般不能與適切的DNA結合。但是，某些基底分子可以與活躍蛋白質結合，並改變它的構造，使之能與DNA結合及令轉錄進行。
在正向可阻遏操縱子中，活躍蛋白質一般都會與適切的DNA段結合。但是，某些分子可以與活躍基因結合，以阻止它與DNA的結合，從而阻止轉錄的發生。

## 乳糖操縱子
模式生物大腸桿菌的乳糖操縱子是首先被發現的操縱子，亦提供了操縱子功能的典型例子。它包含了三個相連的結構基因、啟動子、終結子及操縱基因。乳糖操縱子是由多種因素，包括葡萄糖及乳糖的存在來調控的。

## 操縱子數量及組織的預測
操縱子的數量及組織可以從大腸桿菌的研究中得知。預測可以基於基因組序列。
其中一個方法是使用不同讀架中基因間的距離作為基因組中操縱子數量的主要預測工具。這個分隔只會改變讀架及確保讀數的效能。在操縱子開始及結束的地方有較長的延伸，一般可以是40-50鹼基對。
若考慮分子的機能類，操縱子的預測則更準確。細菌會團集牠的讀架成單元，隱藏在蛋白質複合物、共同途徑、或分享的底物及運載物中。因此，若有著所有這些資料及數據，預測會更準確，但這實際上是一項艱深的工作。